# بخش امودات
بخش امودات (به لاتین: Amudat District) یک سکونتگاه مسکونی در اوگاندا است که در اوگاندا واقع شده‌است.

## خصوصیات
بخش امودات ۶۳٬۶۰۰ نفر جمعیت دارد و ۱٬۲۸۰ متر بالاتر از سطح دریا واقع شده‌است.